# フィアスプライド
フィアスプライド（欧字名:Fierce Pride、2018年4月10日 - ）は、日本の競走馬。2023年のターコイズステークスの勝ち馬である。
馬名の意味は、断固としたプライド。

## 戦績

### 2歳（2020年）
2020年12月19日、中山競馬場の2歳新馬戦に丸山元気を鞍上にデビューし、2番人気に推され、中団を追走したものの、そのまま入線し9着となった。

### 3歳（2021年）
明け3歳初戦となった2021年3月13日の3歳未勝利戦の鞍上は田辺裕信となった。中団を追走したものの、前方に迫ることが出来ず、7着となった。6月27日に東京競馬場で行われた3歳未勝利戦は菅原明良を鞍上に出走。3番人気に推され、前走に引き続きも中団を追走。上がり3Fメンバー2番手で駆け抜け初勝利を挙げた。次走は10月17日に新潟競馬場での3歳上1勝クラスに鞍上に横山和生を乗せて出走。上がり3ハロンメンバー2番手で駆け抜けたものの、3着となった。次走の4着を挟み、12月12日に中京競馬場での3歳上1勝クラスに出走。鞍上に坂井瑠星を乗せ、2番人気に推された。後方追走からメンバー上がり最速で駆けたものの、ディヴィーナに1馬身届かず、2着となった。

### 4歳（2022年）
4歳初戦となった2022年1月29日の小倉競馬場で行われた日田特別（1勝クラス）は初めて1番人気に推された。鞍上を横山和生に戻し出走。メンバー最速の上がり3Fで駆け抜け、人気に応え2勝目を挙げた。次走の2月13日に行われた太宰府特別（2勝クラス）に出走し、1番人気に推された。しかし、上がり3ハロンメンバー3番手で駆け抜けたが5着となった。5月1日の4歳上2勝クラスでは2番人気に推された。変わらず鞍上は菅原明良。中団を追走しながら、最速の上がり3ハロンで駆け抜け3勝目を挙げた。その後の長岡ステークス（3勝クラス）12着を経て、10月1日の秋風ステークス（3勝クラス）では鞍上に浜中俊を置いた。7番人気ではあったものの、最速の上がりで4勝目を挙げた。その後は12月17日に中山競馬場で行われたターコイズステークス（GIII）に重賞初参戦。鞍上は大野拓弥。12番人気となっていたが、最後方追走からメンバー最速の上がりで駆け抜け、ミスニューヨークの3着に入った。

### 5歳（2023年）
5歳初戦となったエプソムカップ（GIII）は、前目につける競馬を見せたがジャスティンカフェの9着に沈んだ。次戦の関屋記念（GIII）は、新たに鞍上に北村宏司を起用。12番人気ではあったものの、メンバー2番手の上がりを見せ4着となった。続く10月14日の府中牝馬ステークス（GII）は、変わらず鞍上には北村宏司を起用した。11番人気の低評価だったが、後方追走から上がり最速のタイムを見せ、4着入線と重賞で好走した。そして迎えた12月16日のターコイズステークスでは鞍上にクリストフ・ルメールを置いた。1番人気に推され、先団を追走して上がり3番手のタイムで駆け抜け、追走してくるフィールシンパシーやミスニューヨークを振り切り、重賞初制覇を決めた。

### 6歳（2024年）
6歳初戦となった中山牝馬ステークスでは9着に終わり、当初はこのレースを最後に繁殖入りのプランもあったが現役を続行。2戦目のヴィクトリアマイルではテンハッピーローズの2着に好走する。その後は安田記念7着、府中牝馬ステークス4着と堅実に走ったが勝ちにはつながらず、11月17日のマイルチャンピオンシップではアンドレアシュ・シュタルケとのコンビで9着に終わった。レース後の同月21日、管理する国枝調教師より現役を引退し、繁殖入りすることが公表された。11月22日付けで競走馬登録を抹消、北海道日高町のダーレー・ジャパン・ファームにて繁殖牝馬となる。

## 競走成績
以下の内容は、JBISサーチおよびnetkeiba.comに基づく。
| 競走日     | 競馬場 | 競走名         | 格   | 距離（馬場）  | 頭 数 | 枠 番 | 馬 番 | オッズ （人気） | 着順 | タイム （上り3F） | 着差 | 騎手          | 斤量 [kg] | 1着馬（2着馬）         | 馬体重 [kg] |
| ---------- | ------ | -------------- | ---- | ------------- | ----- | ----- | ----- | --------------- | ---- | ----------------- | ---- | ------------- | --------- | ---------------------- | ----------- |
| 2020.12.19 | 中山   | 2歳新馬        |      | 芝1800m（良） | 15    | 8     | 14    | 004.80（2人）   | 09着 | R1:55.2（36.7）   | -1.2 | 0丸山元気     | 54        | アールバロン           | 488         |
| 2021.03.13 | 中山   | 3歳未勝利      |      | 芝1800m（不） | 16    | 5     | 9     | 017.10（5人）   | 07着 | R1:54.4（38.7）   | -1.2 | 0田辺裕信     | 54        | ゲンパチリベロ         | 488         |
| 0000.06.27 | 東京   | 3歳未勝利      |      | 芝1800m（良） | 16    | 8     | 15    | 005.20（3人）   | 01着 | R1:46.6（33.6）   | -0.1 | 0菅原明良     | 53        | （サンフローリス）     | 492         |
| 0000.10.17 | 新潟   | 3歳上1勝クラス |      | 芝1800m（重） | 17    | 8     | 16    | 011.00（6人）   | 03着 | R1:49.0（35.3）   | -0.5 | 0横山和生     | 53        | ルーツドール           | 488         |
| 0000.11.13 | 東京   | 3歳上1勝クラス |      | 芝1800m（良） | 13    | 3     | 3     | 010.80（5人）   | 04着 | R1:46.1（34.7）   | -0.2 | 0横山和生     | 53        | スパイラルノヴァ       | 488         |
| 0000.12.12 | 中京   | 3歳上1勝クラス |      | 芝1600m（良） | 16    | 6     | 11    | 004.60（2人）   | 02着 | R1:34.2（34.4）   | -0.2 | 0坂井瑠星     | 54        | ディヴィーナ           | 486         |
| 2022.01.29 | 小倉   | 日田特別       | 1勝  | 芝1800m（良） | 12    | 6     | 8     | 001.90（1人）   | 01着 | R1:48.2（33.9）   | -0.3 | 0横山和生     | 54        | （アインゲーブング）   | 474         |
| 0000.02.13 | 小倉   | 大宰府特別     | 2勝  | 芝1800m（稍） | 13    | 4     | 4     | 003.30（1人）   | 05着 | R1:49.7（36.0）   | -0.4 | 0菅原明良     | 54        | ソニックベガ           | 480         |
| 0000.05.01 | 東京   | 4歳上2勝クラス |      | 芝1600m（稍） | 10    | 7     | 7     | 004.30（2人）   | 01着 | R1:34.5（34.0）   | -0.2 | 0菅原明良     | 55        | （アップリバー）       | 476         |
| 0000.08.27 | 新潟   | 長岡S          | 3勝  | 芝1600m（良） | 15    | 2     | 2     | 011.80（7人）   | 12着 | R1:34.4（33.5）   | -0.7 | 0菅原明良     | 55        | ライティア             | 490         |
| 0000.10.01 | 中山   | 秋風S          | 3勝  | 芝1600m（良） | 16    | 3     | 6     | 012.00（7人）   | 01着 | R1:33.3（34.7）   | -0.1 | 0浜中俊       | 52        | （ゾンニッヒ）         | 480         |
| 0000.12.17 | 中山   | ターコイズS    | GIII | 芝1600m（良） | 16    | 8     | 16    | 037.2（12人）   | 03着 | R1:33.5（33.5）   | -0.0 | 0大野拓弥     | 53        | ミスニューヨーク       | 488         |
| 2023.06.11 | 東京   | エプソムC      | GIII | 芝1800m（稍） | 17    | 4     | 8     | 040.2（10人）   | 09着 | R1:46.1（35.4）   | -0.6 | 0菅原明良     | 55        | ジャスティンカフェ     | 480         |
| 0000.08.13 | 新潟   | 関屋記念       | GIII | 芝1600m（良） | 17    | 4     | 7     | 038.4（12人）   | 04着 | R1:32.4（33.0）   | -0.3 | 0北村宏司     | 55        | アヴェラーレ           | 486         |
| 0000.10.14 | 東京   | 府中牝馬S      | GII  | 芝1800m（良） | 13    | 8     | 13    | 040.5（11人）   | 04着 | R1:46.2（32.6）   | -0.1 | 0北村宏司     | 55        | ディヴィーナ           | 486         |
| 0000.12.16 | 中山   | ターコイズS    | GIII | 芝1600m（良） | 16    | 3     | 6     | 005.20（1人）   | 01着 | R1:32.7（33.9）   | -0.2 | 0C.ルメール   | 54        | （フィールシンパシー） | 478         |
| 2024.03.09 | 中山   | 中山牝馬S      | GIII | 芝1800m（稍） | 16    | 7     | 13    | 004.30（1人）   | 09着 | R1:49.4（36.6）   | -0.4 | 0C.ルメール   | 56        | コンクシェル           | 478         |
| 0000.05.12 | 東京   | ヴィクトリアM  | GI   | 芝1600m（良） | 15    | 2     | 2     | 012.50（4人）   | 02着 | R1:32.0（34.9）   | -0.2 | 0C.ルメール   | 56        | テンハッピーローズ     | 470         |
| 0000.06.02 | 東京   | 安田記念       | GI   | 芝1600m（稍） | 18    | 6     | 12    | 054.8（13人）   | 07着 | R1:32.8（34.2）   | -0.5 | 0坂井瑠星     | 56        | ロマンチックウォリアー | 474         |
| 0000.10.14 | 東京   | 府中牝馬S      | GII  | 芝1800m（良） | 15    | 4     | 7     | 009.40（4人）   | 04着 | R1:45.1（33.6）   | -0.4 | 0M.デムーロ   | 55        | ブレイディヴェーグ     | 474         |
| 0000.11.17 | 京都   | マイルCS       | GI   | 芝1600m（良） | 17    | 4     | 8     | 100.5（11人）   | 09着 | R1:32.7（34.6）   | -0.7 | 0A.シュタルケ | 56        | ソウルラッシュ         | 470         |

## 血統表
| フィアスプライドの血統                            | フィアスプライドの血統                                | フィアスプライドの血統                     | （血統表の出典）                           | （血統表の出典） |
| 父系                                              | サンデーサイレンス系（ヘイロー系）                    | サンデーサイレンス系（ヘイロー系）         | サンデーサイレンス系（ヘイロー系）         | [ § 2 ]          |
| 父 ディープインパクト 2002 鹿毛                   | 父の父サンデーサイレンス Sunday Silence 1986 青鹿毛   | Halo                                       | Hail to Reason                             | Hail to Reason   |
| 父 ディープインパクト 2002 鹿毛                   | 父の父サンデーサイレンス Sunday Silence 1986 青鹿毛   | Halo                                       | Cosmah                                     |                  |
| 父 ディープインパクト 2002 鹿毛                   | 父の父サンデーサイレンス Sunday Silence 1986 青鹿毛   | Wishing Well                               | Understanding                              | Understanding    |
| 父 ディープインパクト 2002 鹿毛                   | 父の父サンデーサイレンス Sunday Silence 1986 青鹿毛   | Wishing Well                               | Mountain Flower                            |                  |
| 父 ディープインパクト 2002 鹿毛                   | 父の母ウインドインハーヘア Wind In Her Hair 1991 鹿毛 | Alzao                                      | Lyphard                                    | Lyphard          |
| 父 ディープインパクト 2002 鹿毛                   | 父の母ウインドインハーヘア Wind In Her Hair 1991 鹿毛 | Alzao                                      | Lady Rebecca                               |                  |
| 父 ディープインパクト 2002 鹿毛                   | 父の母ウインドインハーヘア Wind In Her Hair 1991 鹿毛 | Burghclere                                 | Busted                                     | Busted           |
| 父 ディープインパクト 2002 鹿毛                   | 父の母ウインドインハーヘア Wind In Her Hair 1991 鹿毛 | Burghclere                                 | Highclere                                  |                  |
| 母 ストロベリーフェア Strawberry Fair 2001 青鹿毛 | 母の父Kingmambo 1990 鹿毛                             | Mr. Prospector                             | Raise a Native                             | Raise a Native   |
| 母 ストロベリーフェア Strawberry Fair 2001 青鹿毛 | 母の父Kingmambo 1990 鹿毛                             | Mr. Prospector                             | Gold Digger                                |                  |
| 母 ストロベリーフェア Strawberry Fair 2001 青鹿毛 | 母の父Kingmambo 1990 鹿毛                             | Miesque                                    | Nureyev                                    | Nureyev          |
| 母 ストロベリーフェア Strawberry Fair 2001 青鹿毛 | 母の父Kingmambo 1990 鹿毛                             | Miesque                                    | Pasadoble                                  |                  |
| 母 ストロベリーフェア Strawberry Fair 2001 青鹿毛 | 母の母ストームソング Storm Song 1994 鹿毛             | Summer Squall                              | Storm Bird                                 | Storm Bird       |
| 母 ストロベリーフェア Strawberry Fair 2001 青鹿毛 | 母の母ストームソング Storm Song 1994 鹿毛             | Summer Squall                              | Weekend Surprise                           |                  |
| 母 ストロベリーフェア Strawberry Fair 2001 青鹿毛 | 母の母ストームソング Storm Song 1994 鹿毛             | Hum Along                                  | Fappiano                                   | Fappiano         |
| 母 ストロベリーフェア Strawberry Fair 2001 青鹿毛 | 母の母ストームソング Storm Song 1994 鹿毛             | Hum Along                                  | Minstress                                  |                  |
| 母系(F-No.)                                       | ストロベリーウェア(GB)系(FN:1-o)                      | ストロベリーウェア(GB)系(FN:1-o)           | ストロベリーウェア(GB)系(FN:1-o)           | [ § 3 ]          |
| 5代内の近親交配                                   | Mr. Prospector：3×5 Northern Dancer：5×5･5            | Mr. Prospector：3×5 Northern Dancer：5×5･5 | Mr. Prospector：3×5 Northern Dancer：5×5･5 | [ § 4 ]          |
| 出典                                              | 1. 2. 3. 4.                                           | 1. 2. 3. 4.                                | 1. 2. 3. 4.                                | 1. 2. 3. 4.      |

- 半姉ミッドサマーフェア（父タニノギムレット）は2012年フローラステークス勝ち馬。
- 祖母ストームソングは、フリゼットステークス、BCジュヴェナイルフィリーズの勝ち馬。
- 従兄弟にアイリッシュセントレジャー2勝のオーダーオブセントジョージがいる。
- 4代母Minstressの半妹アリーウインの子孫にコパノリッキー、サンライズペガサスがいる。そのほかの近親はフライアーズカース#主なファミリーラインを参照。